# Henry de Berchoux
Pour les articles homonymes, voir Berchoux.
Henry de Berchoux, né le 3 septembre 1894 à Saint-Symphorien-de-Lay (Loire) et mort le 1er mars 1985 à Bourges, est un général français, grand-croix de la Légion d'honneur.
Il s'illustre particulièrement au cours de la Seconde Guerre mondiale, en 1944-1945, comme colonel du 8e régiment de tirailleurs marocains (8e RTM), lors de campagne d'Italie, de la libération de la France et de la campagne d'Allemagne puis au cours de la guerre d'Indochine, comme général de division en 1951-1953.

## Biographie

### Première Guerre mondiale
Enrôlé dans l'infanterie en 1914 pendant la Première Guerre mondiale, il accède au grade de lieutenant en 1918. Il est cité deux fois et blessé en août 1916.

### Saint-Cyr
La guerre terminée, il intègre Saint-Cyr en 1919, promotion « Croix de guerre, 1919-1920 ».

### Pacification du Maroc
Breveté de l'École supérieure de guerre en 1930, il est ensuite affecté au service au Maroc ou il prend part aux opérations de pacification.

### Seconde Guerre mondiale
Durant la Seconde Guerre mondiale, colonel, il succède au colonel Molle en juillet 1944 au commandement du 8e régiment de tirailleurs marocains (8e RTM) avec lequel il combat jusqu'en février 1945 durant les campagnes d'Italie, de France et d'Allemagne. Il commande ensuite l’infanterie de la 14e division d'infanterie (14e DI) du général Salan jusqu'à la fin de la guerre.
Promu général de brigade en décembre 1945, il affecté en Allemagne en 1946.

### Guerre d'Indochine
Il prend part à la guerre d'Indochine et arrive à Saigon en février 1951. Promu général de division en avril 1951, il est affecté au Tonkin, au commandement de la 2e division de marche du Tonkin et la zone Nord-Tonkin. Sous les ordres de Salan et du général de Linares, il dirige l'opération « Reptile » pour consolider les résultats de l'opération « Méduse » dans le delta qui est une réussite totale. Il participe à la bataille du Day en mai-juin 1951, repoussant avec succès une tentative d'invasion du delta par le général Giap. Par la suite, il commande la zone sud et devient adjoint du général de Linares, responsable des « forces terrestres du Nord-Vietnam (FTNV) » en 1952. Il conçoit et exécute des opérations pour protéger le delta, notamment l'opération « Bretagne » en novembre-décembre 1952, privant le Vietminh de ravitaillement en riz pour sa campagne d'hiver pendant la saison sèche.
Durant cette période, il est promu grand officier de la Légion d'honneur le 20 août 1952.

### Dernières années
Il est rapatrié en mars 1953 puis nommé adjoint au commandant de la 1re région militaire à Paris. Il est admis dans le cadre de réserve en 1954.
Il est élevé à la dignité de grand croix de la Légion d'honneur après 48 ans de services et 23 campagnes, le 9 juillet 1964.
Il meurt le 1er mars 1985 à Bourges.

## Décorations

### Françaises
- Grand-croix de la Légion d'honneur (9 juillet 1964)[2]
  - Grand officier le 20 août 1952
- Croix de guerre 1914–1918 (2 citations)
- Croix de guerre 1939–1945 (5 citations)
- Croix de guerre des Théâtres d'opérations extérieurs (5 citations)

### Étrangères
- Ordre du Service distingué (Royaume-Uni)